# Сент-Антуан-л’Аббеи
Сент-Антуан-л'Аббеи (фр. Saint-Antoine-l'Abbaye) — коммуна во Франции, находится в регионе Рона — Альпы. Департамент коммуны — Изер. Входит в состав кантона Сюд-Грезиводан. Округ коммуны — Гренобль. Входит в ассоциацию Самых красивых деревень Франции. 
Код INSEE коммуны — 38359. Население коммуны на 2012 год составляло 1039 человек. Населённый пункт находится на высоте от 274 до 578 метров над уровнем моря. Муниципалитет расположен на расстоянии около 470 км юго-восточнее Парижа, 75 км юго-восточнее Лиона, 40 км западнее Гренобля. Мэр коммуны — Mme Marie-Chantal Jolland, мандат действует на протяжении 2014—2020 гг.
Главной достопримечательностью Сент-Антуан-л'Аббеи являются мощи Антония Великого, которые хранятся в церкви св. Антония.
Динамика населения (INSEE):

## Города-побратимы
- Сермонета, Италия (2007)